# Шон Стюарт
Шон Стюарт (англ. Sean Stewart; нар. 2 червня 1965, Лаббок) — канадський та американський письменник-фантаст, автор науково- фантастичних та фентезійних творів.

## Біографія
Шон Стюарт народився 2 червня 1965 року в місті Лаббок, штат Техас. У 1968 році із сім'єю переїхав до Едмонтона, що є провінцією Альберта, Канада. Після роботи в Х'юстоні, Ванкувері, Ірвайні, Монтереї, Девісі, Пасадіні, живе в Санта-Моніці.
У 1987 році він отримав диплом з відзнакою з англістики в Альбертському університеті, після чого багато років присвятив написанню романів. Він поступово перейшов від написання романів до інтерактивної фантастики.
Він працював консультантом у кількох комп'ютерних іграх і входив до керівної команди маркетингової та розважальної компанії 42 Entertainment. У 2007 році він і кілька співзасновників 4orty2wo залишили цю компанію, щоб заснувати Fourth Wall Studios, де вони виграли Еммі за інтерактивне телебачення у 2013 році. У 2014 році він приєднався до Microsoft Xbox Studios як креативний директор.

### Наукова фантастика
- «Гра пристрастей» (англ. «Passion Play»; 1992)
- «Йода: Темне Пришестя» (англ. «Yoda: Dark Rendezvous»; 2004)

### Фентезі
- «Без нащадків» (англ. «Nobody's Son»; 1994)
- «Воскресіння людини» (англ. «Resurrection Man»; 1995)
- «Кінець хмар» (англ. «Clouds End»; 1996)
- «Нічна варта» (англ. «The Night Watch»; 1997)
- «Пересмішник» (англ. «Mockingbird»; 1998)
- «Ґолвестон» (англ. «Galveston»; 2000)[1]
- «Ідеальне коло» (англ. «Perfect Circle»; 2004)
- Трилогія «Кеті»:
  - «Книга Кеті: У разі знахідки телефонуйте на (650) 266-8233» (англ. «Cathy's Book: If Found Call (650) 266-8233»; 2006)
  - «Ключ Кеті: У разі знахідки телефонуйте на (650) 266-8202» (англ. «Cathy's Key: If Found Call (650) 266-8202»; 2008)
  - «Перстень Кеті: У разі знахідки телефонуйте на (650) 266-8263» (англ. «Cathy's Ring: If Found, Call (650) 266-8263»; 2009)

## Нагороди

### Перемоги
- 1992: Премії Аврори та Артура Елліса — за фантастичний роман «Гра пристрастей»
- 1994: Премія Аврори — за фентезі-роман «Нічий син»
- 1995: Найкраща науково-фантастична книга року за версією New York Times — за фентезі-роман «Воскресіння людини»
- 1998: Видатна книга року за версією New York Times і Читацьке голосування «Книга року» — за роман «Пересмішник»
- 2000: Премія світового фентезі та «Сонячний спалах» — за фентезі-книгу«Ґалвестон»

### Номінації
- 1998: Премія світового фентезі — за «Пересмішник»